# Fundamentální systém
Fundamentální systém soustavy homogenních lineárních obyčejných diferenciálních rovnic se v matematické analýze nazývá každá báze vektorového prostoru složená z řešení této soustavy.
Fundamentálním systémem soustavy homogenních diferenciálních rovnic nazveme každou množinu vektorových funkcí {\displaystyle \{\mathbf {y} _{1},\ldots ,\mathbf {y} _{n}\}} takovou, že
{\displaystyle {\mathcal {L}}:=\{\mathbf {y} \in C^{1}(\langle a,b\rangle ;\mathbb {R} ^{n})\ |\ \mathbf {y} =\sum _{k=1}^{n}a_{k}\mathbf {y} _{k}\ ,\ a_{1},\ldots ,a_{n}\in \mathbb {R} \}}
je množina všech řešení této soustavy.
Znalost fundamentálního systému je předpokladem pro použití metody variace konstant k získání partikuláního řešení nehomogenní lineární diferenciální rovnice prvního řádu i nehomogenních lineárních diferenciálních rovnic vyšších řádů.

## Fundamentální systém, (Hlavní) fundamentální matice a Wronskián

### Homogenní lineární soustava diferenciálních rovnic prvního řádu
Uvažujme lineární homogenní soustavu diferenciálních rovnic prvního řádu
{\displaystyle \mathbf {y} ^{\prime }(x)=A(x)\,\mathbf {y} (x),}
na nějakém intervalu {\displaystyle I\subseteq \mathbb {R} }, kde {\displaystyle A:\langle a,b\rangle \to \mathbb {R} ^{n\times n}} je maticové zobrazení. Hledáme řešení této soustavy diferenciálních rovnic v prostoru {\displaystyle C^{1}(\langle a,b\rangle ;\mathbb {R} ^{n})} spojitě diferencovatelných funkcí {\displaystyle \mathbf {y} :\langle a,b\rangle \to \mathbb {R} ^{n}}.
Jestliže máme dvě různá řešení této diferenciální rovnice, pak jejich součet a násobek s reálnou konstantou jsou také řešením této rovnice. Prostor řešení je tedy vlastním podprostorem prostoru všech spojitě diferencovatelných funkcí.
Jestliže matice koeficientů {\displaystyle A} je spojitá maticová funkce, pak lze na ni použít Picardovu-Lindelöfovu větu o existenci a jednoznačnosti. Pak každé řešení diferenciální rovnice je jednoznačně určeno hodnotou {\displaystyle \mathbf {y} (a)} v počátečních podmínkách a naopak každá počáteční hodnota {\displaystyle \ \mathbf {y} (a)=:\mathbf {y} _{0}\in \mathbb {R} ^{n}} této soustavy diferenciálních rovnic určuje jednoznačně řešení. Z toho plyne, že prostor řešení je n-dimenzionální.

### Definice
Každá báze tohoto n-dimenzionálního prostoru řešení se nazývá fundamentální systém lineární soustavy diferenciálních rovnic. Ve většině případů si volíme bázi soustavy funkcí, které jsou řešeními {\displaystyle \{\mathbf {y} _{1}(x),\ldots ,\mathbf {y} _{n}(x)\}}, pro které počáteční hodnota {\displaystyle \mathbf {y} _{i}(a)=\mathbf {e} _{i}} je {\displaystyle i}-tý kanonický jednotkový vektor.
Pokud {\displaystyle \{\mathbf {y} _{1},\ldots ,\mathbf {y} _{n}\}} je fundamentální systém, pak matici {\displaystyle \Phi (x):=(\mathbf {y} _{1}(x)\ |\ \cdots \ |\ \mathbf {y} _{n}(x))\in \mathbb {R} ^{n\times n}} nazveme fundamentální maticí a její determinant {\displaystyle \ \det \Phi (x)} budeme nazývat Wronskián. Jestliže {\displaystyle \Phi (x_{0})} pro nějaké {\displaystyle x_{0}} je jednotková matice, pak se {\displaystyle \Phi } nazývá hlavní fundamentální matice v bodě {\displaystyle x_{0}}.
Fundamentální matice {\displaystyle \Phi } je také řešení homogenní obyčejné (maticové) diferenciální rovnice, konkrétně
{\displaystyle \Phi ^{\prime }(x)=A(x)\Phi (x).}
Prostor řešení původní homogenní soustavy v {\displaystyle \mathbb {R} ^{n}} pak je {\displaystyle \{\mathbf {y} \in C^{1}(\langle a,b\rangle ;\mathbb {R} ^{n})\ |\ \mathbf {y} (x)=\Phi (x)\cdot \mathbf {c} ,\ \mathbf {c} \in \mathbb {R} ^{n}\}}. {\displaystyle \Phi } je dokonce i hlavní fundamentální matice pro {\displaystyle x_{0}}, takže {\displaystyle \mathbf {y} (x):=\Phi (x)\mathbf {y} _{0}} řeší počáteční úlohu pro {\displaystyle \mathbf {y} (x_{0})=\mathbf {y} _{0}}.
Fundamentální matice {\displaystyle \Phi (x)\in \mathbb {R} ^{n\times n}} je pro každé {\displaystyle x\in \langle a,b\rangle } invertibilní. Pro Wronskián platí Liouvilleův vzorec.

### Homogenní lineární diferenciální rovnice vyššího řádu
Stejně jako v případě rovnic prvního řádu může být prostor řešení lineární soustavy vyššího řádu také vektorový prostor, a proto každou jeho bázi lze považovat za fundamentální systém.
Pro definici fundamentální matice skalární lineární diferenciální rovnice řádu n
{\displaystyle y^{(n)}(x)=\sum _{k=0}^{n-1}a_{k}(x)y^{(k)}(x)}
nejdříve uvažujeme diferenciální rovnici odpovídající soustavě n rovnic prvního řádu
{\displaystyle \mathbf {Y} '(x)=A(x)\mathbf {Y} (x)}, kde {\displaystyle A(x):={\begin{pmatrix}0&1&&0\\&\ddots &\ddots &\\&&\ddots &1\\a_{0}(x)&a_{1}(x)&\cdots &a_{n-1}(x)\\\end{pmatrix}}.}
[Vztah je následující: {\displaystyle y(x)} je řešením skalární rovnice řádu n právě tehdy když {\displaystyle \mathbf {Y} (x):={\begin{pmatrix}y(x)\\y'(x)\\\vdots \\y^{(n-1)}(x)\\\end{pmatrix}}}
je řešením výše uvedené soustavy prvního řádu.]
Fundamentální maticí rovnice
{\displaystyle y^{(n)}(x)=\sum _{k=0}^{n-1}a_{k}(x)y^{(k)}(x)}
nazýváme každou fundamentální matici {\displaystyle \Phi } soustavy prvního řádu
{\displaystyle \mathbf {Y} '(x)=A(x)\mathbf {Y} (x)\ .}
Přirozeně {\displaystyle \Phi } nazýváme hlavní fundamentální maticí v {\displaystyle x_{0}}, jestliže {\displaystyle \Phi (x_{0})} je jednotková matice. Determinant {\displaystyle \det \Phi } se nazývá Wronskián.
Pro redukci rovnice na soustavu prvního řádu: jestliže {\displaystyle \{y_{1},\ldots ,y_{n}\}} je fundamentální systém, pak
{\displaystyle \Phi (x):={\begin{pmatrix}y_{1}(x)&\cdots &y_{n}(x)\\y_{1}'(x)&\cdots &y_{n}'(x)\\\vdots &\cdots &\vdots \\y_{1}^{(n-1)}(x)&\cdots &y_{n}^{(n-1)}(x)\\\end{pmatrix}}}
je fundamentální matice.

## Konstrukce fundamentálního systému
Zkonstruovat fundamentální systém je v obecném případě obtížné. Přesné postupy jsou známy pouze pro diferenciální rovnice se speciální strukturou, jako jsou skalární diferenciální rovnice prvního řádu, soustavy diferenciálních rovnic prvního řádu s konstantními koeficienty, diferenciální rovnice vyšších řádů s konstantními koeficienty a Eulerova rovnice. Pokud je známé řešení homogenní diferenciální rovnice vyššího řádu, lze snížit řád diferenciální rovnice použitím postupu pro redukci řádu objeveného Jean le Rond d'Alembertem.

### Lineární diferenciální rovnice prvního řádu
Nechť {\displaystyle A} je primitivní funkce k funkci {\displaystyle a}, potom
{\displaystyle \ \{y(x)=e^{A(x)}\}}
je fundamentální systém rovnice {\displaystyle y'(x)=a(x)y(x)}.

### Lineární soustava diferenciálních rovnic prvního řádu s konstantními koeficienty
Pro soustavu lineárních diferenciálních rovnic s konstantními koeficienty
{\displaystyle \ \mathbf {y} '(x)=A\cdot \mathbf {y} (x)\ ,\ A\in \mathbb {R} ^{n\times n}}
nejdříve nalezneme Jordanovu normální formu {\displaystyle J} matice {\displaystyle A} a příslušnou Jordanovu bázi {\displaystyle B=\{\mathbf {b} _{1},\ldots ,\mathbf {b} _{n}\}}. Pokud {\displaystyle \lambda } je komplexní vlastní hodnota s vlastními vektory báze {\displaystyle \mathbf {c} _{1},\ldots ,\mathbf {c} _{k}}, můžeme v Jordanově bázi vybrat bázové vektory tak, že {\displaystyle {\overline {\mathbf {c} _{1}}},\ldots ,{\overline {\mathbf {c} _{k}}}} se stanou bázovými vektory {\displaystyle {\overline {\lambda }}}.
Nyní provedeme pro každý řetězec hlavních vektorů zvlášť: Pokud {\displaystyle \mathbf {v} _{1},\ldots ,\mathbf {v} _{k}\in B} je (úplný) řetězec hlavních vektorů pro vlastní číslo {\displaystyle \lambda }, tj.
{\displaystyle \ (A-\lambda I)\mathbf {v} _{i+1}=\mathbf {v} _{i}},
pak dodávají do fundamentálního systému {\displaystyle k} řešení (hlavního vektoru)
{\displaystyle y_{1}(x)=e^{\lambda x}\mathbf {v} _{1}\ ,\ y_{2}(x)=e^{\lambda x}\left({\frac {x^{1}}{1!}}\mathbf {v} _{1}+\mathbf {v} _{2}\right)\ ,\ y_{3}(x)=e^{\lambda x}\left({\frac {x^{2}}{2!}}\mathbf {v} _{1}+{\frac {x^{1}}{1!}}\mathbf {v} _{2}+\mathbf {v} _{3}\right)\ ,\ \ldots \ ,}
obecně
{\displaystyle y_{i}(x)=e^{\lambda x}\sum _{j=1}^{i}{{\frac {x^{i-j}}{(i-j)!}}\mathbf {v} _{j}}\ ,\ i=1,\ldots ,k}
Probráním všech řetězců hlavních vektorů sestrojíme (obecně komplexní) fundamentální systém.

### Lineární diferenciální rovnice vyššího řádu s konstantními koeficienty
Fundamentální systém pro skalární lineární diferenciální rovnici n-tého řádu s konstantními koeficienty
{\displaystyle y^{(n)}(x)-\sum _{k=0}^{n-1}a_{k}y^{(k)}(x)=0\ ,\ a_{1},\ldots ,a_{n}\in \mathbb {R} }
získáme řešením charakteristické rovnice {\displaystyle P(\lambda )=0} s charakteristickým polynomem
{\displaystyle P(\lambda ):=\lambda ^{n}-\sum _{k=0}^{n-1}a_{k}\lambda ^{k}}.
Jestliže {\displaystyle \lambda _{1},\ldots ,\lambda _{k}} jsou (po dvou různé) kořeny polynomu {\displaystyle P} s násobnostmi {\displaystyle \mu _{1},\ldots ,\mu _{k}}, pak (komplexní) fundamentální systém {\displaystyle \mu _{i}} lineárně nezávislých řešení pro kořen {\displaystyle \lambda _{i}} je
{\displaystyle y_{i,1}(x)=e^{\lambda _{i}x}\ ,\ y_{i,2}(x)=xe^{\lambda _{i}x}\ ,\ \ldots \ ,\ y_{i,\mu _{i}}(x)=x^{\mu _{i}-1}e^{\lambda _{i}x}}.
[To vysvětluje způsob vyjadřování: pomocí výše uvedené transformace získáme skalární rovnici n-tého řádu ze soustavy diferenciálních rovnic prvního řádu, takže máme matici koeficientů jako charakteristický polynom přesně toto, jak bylo zde ukázáno.]

### Reálný fundamentální systém
Výše uvedeným postupem získáme n lineárně nezávislých řešení, která mohou obsahovat komplexní čísla. Díky tomu, že pokud má charakteristické rovnice s reálnými koeficienty komplexní kořeny, jsou to dvojice komplexně sdružených čísel, využitím linearity diferenciální rovnice a Eulerova vzorce {\displaystyle e^{ix}=\cos x+i\sin x} lze komplexní fundamentální systém převést na reálný tak, že každou dvojici komplexně sdružených řešení {\displaystyle y(x),{\overline {y}}(x)} z (komplexního) fundamentálního systému převedeme na reálná řešení {\displaystyle {\rm {Re\;}}y(x),{\rm {Im\;}}y(x)}.

### Periodická soustava diferenciálních rovnic prvního řádu
Pro soustavu
{\displaystyle \ \mathbf {y} '(x)=A(x)\mathbf {y} (x)}
s {\displaystyle \omega }-periodickou spojitou maticí koeficientů {\displaystyle A:\mathbb {R} \rightarrow \mathbb {R} ^{m\times m}} nelze explicitně zkonstruovat fundamentální systém – ale díky Floquetově teorii lze zjistit jaká bude struktura fundamentální matice této soustavy.

## Příklady

### Lineární soustava diferenciálních rovnic prvního řádu s konstantními koeficienty
Řešíme následující soustavu diferenciálních rovnic
{\displaystyle \mathbf {y} '(x)=A\cdot \mathbf {y} (x)\ ,\ A:={\begin{pmatrix}3&-1&1\\2&0&1\\1&-1&2\\\end{pmatrix}}.}
Matice {\displaystyle A} má jednoduché vlastní číslo 1 a dvojité vlastní číslo 2. Prostor vlastních vektorů je
{\displaystyle E(A,1)=\langle {\begin{pmatrix}0\\1\\1\\\end{pmatrix}}\rangle \ ,\ E(A,2)=\langle {\begin{pmatrix}1\\1\\0\\\end{pmatrix}}\rangle .}
Pro hlavní řetěz vektorů pro vlastní číslo 2 je stále potřeba
{\displaystyle {\textrm {Kern}}(A-2I)^{2}=\langle {\begin{pmatrix}1\\1\\0\\\end{pmatrix}},{\begin{pmatrix}0\\0\\1\\\end{pmatrix}}\rangle .}
Zvolíme například
{\displaystyle \mathbf {v} _{2}:={\begin{pmatrix}0\\0\\2\\\end{pmatrix}}\in {\textrm {Kern}}(A-2I)^{2}\setminus {\textrm {Kern}}(A-2I).}
Pak musíme jako hlavní vektor v první fázi zvolit {\displaystyle \mathbf {v} _{1}:=(A-2I)\mathbf {v} _{2}={\begin{pmatrix}2\\2\\0\\\end{pmatrix}}}. Tím dostaneme fundamentální systém {\displaystyle \{\mathbf {y} _{1},\mathbf {y} _{2},\mathbf {y} _{3}\}}, kde
{\displaystyle \mathbf {y} _{1}(x):=e^{x}\cdot {\begin{pmatrix}0\\1\\1\\\end{pmatrix}}\ ,\ \mathbf {y} _{2}(x):=e^{2x}\cdot {\begin{pmatrix}2\\2\\0\\\end{pmatrix}}\ ,\ \mathbf {y} _{3}(x):=e^{2x}\cdot \left[{\begin{pmatrix}2x\\2x\\0\\\end{pmatrix}}+{\begin{pmatrix}0\\0\\2\\\end{pmatrix}}\right]\ .}

### Lineární diferenciální rovnice vyššího řádu s konstantními koeficienty
Uvažujme diferenciální rovnici
{\displaystyle y^{(4)}(x)-y(x)=0.}
Tato rovnice má charakteristický polynom {\displaystyle \lambda ^{4}-1}, který má čtyři kořeny {\displaystyle 1,-1,i,-i}. Odtud hned získáme komplexní fundamentální systém
{\displaystyle \{e^{x},e^{-x},e^{ix},e^{-ix}\},}
kterému odpovídá reálný fundamentální systém
{\displaystyle \{e^{x},e^{-x},\sin x,\cos x\}.}